# Museo Departamental Albert-Kahn
El Museo departamental Albert-Kahn (francés: Musée départemental Albert-Kahn), es un museo y jardín botánico compuesto de varios jardines temáticos de unas cuatro hectáreas de extensión, que se encuentra en Boulogne-Billancourt, Francia.
La prioridad del museo es dar a conocer la obra de Albert Kahn, consta de una galería que presenta, en forma de exposiciones temporales, una parte de las colecciones de los "Archivos del Planeta" (4000 placas estereoscópicas y 72 000 placas autocromas, lo que en realidad la hace la más importante colección del mundo).
Los jardines que se extienden sobre unas cuatro hectáreas y que forman parte integrante de las colecciones del museo son un jardín botánico con diversas secciones dedicadas a diferentes tipologías de jardín del mundo.

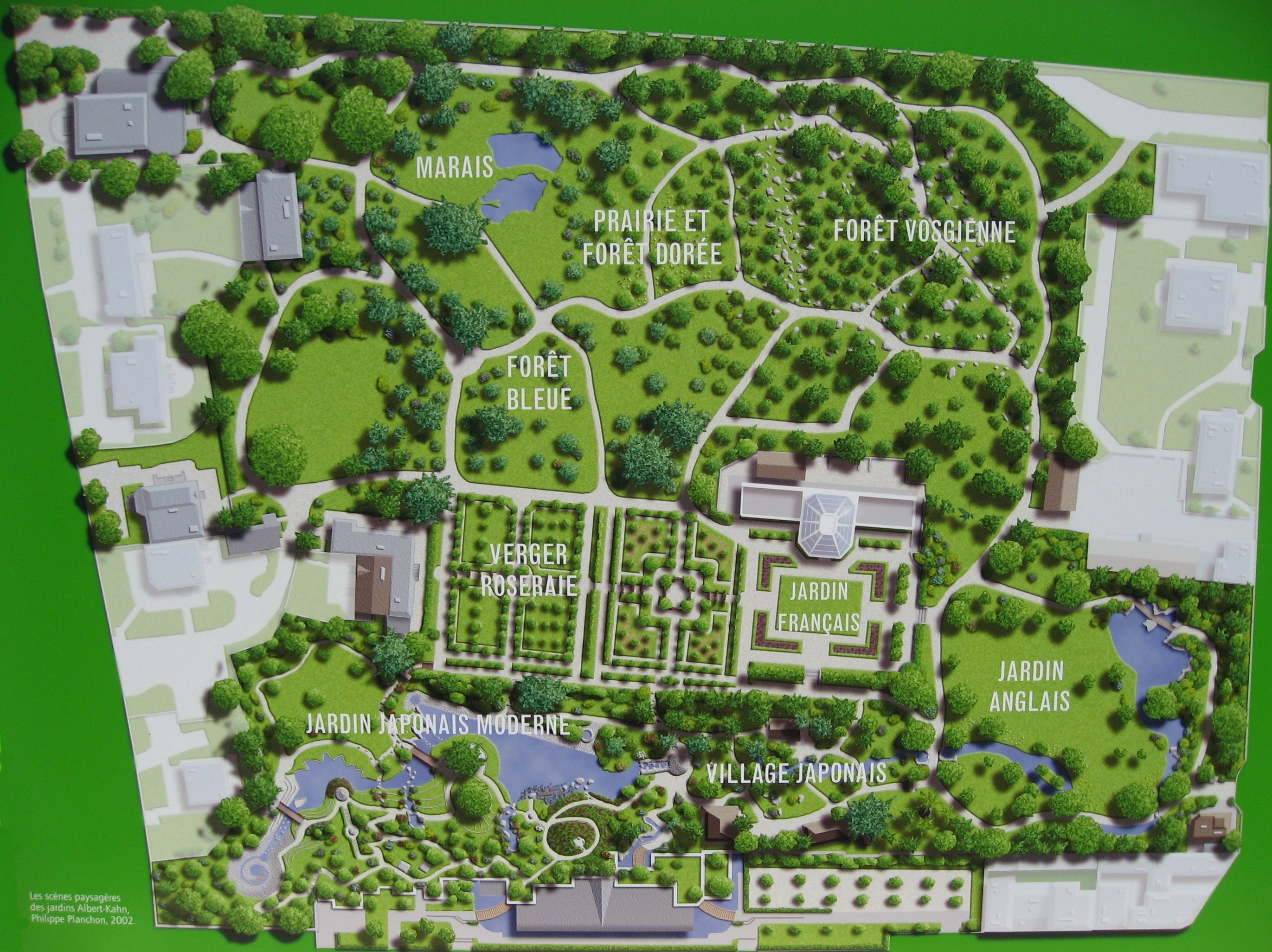
Plano de los jardines del "musée départemental Albert-Kahn".

## Localización
Se encuentra a la par en visitas junto al otro jardín botánico departamental de Hauts-de-Seine el Arboretum de la Vallee-aux-Loups.
Arboretum de la Vallee-aux-Loups, 10-14, rue du Port, Boulogne-Billancourt, Hauts-de-Seine, Île-de-France France-Francia.
Planos y vistas satelitales.48°50′30″N 2°13′40″E / 48.84167, 2.22778
Se encuentra abierto todos los días del año.

## Los jardines de Albert Kahn
Los jardines fueron creados por Albert Kahn sobre unos terrenos adquiridos a partir de 1895.
Hasta 1910, elabora sobre 4 hectáreas lo que se volverá un nuevo estilo de jardín, el jardín hecho "de escenas".
Albert Kahn era un creyente en la paz universal. Para apoyar su utopía, crea un jardín hecho de diversos jardines reconciliando los estilos de cada país.
Se compone de:
- Pueblo japonés, creado en 1898, a la vuelta del primer viaje a Japón de Albert Kahn, por artistas venidos de este país. Habrían aportado con ellos, en piezas las casas de madera japonesas en las cuales se practica aún a veces la ceremonia del té.
- Jardín japonés moderno, que remplazó en 1990 al primer jardín, con sus puentes de madera roja, su montaña cubierta de azaleas y sus riberas de rodillos concebidos por el paisajista Fumiaki Takano.

Algunas vistas en el jardín japonés del "Musée départemental Albert-Kahn".
- Detalles
- Doble puente japonés.
- Buda de piedra
- Linterna de piedra (Tōrō).
- Casa del pueblo japonés.

- Palmarium un gran invernadero de cristal que se ubica junto a los jardines japonés y francés. Alberga palmas y otras numerosas plantas tropicales.
- Jardín a la francesa creado en 1895 por dos prestigiosos paisajistas de la época: Henri y Achille Duchêne, con un lateral de rosaleda mezclada con una huerta y un invernadero de palmeras. Los dos invernaderos laterales se destruyeron en 1914.

Algunas vistas en los jardines del "Musée départemental Albert-Kahn".

Detalles
Detalles
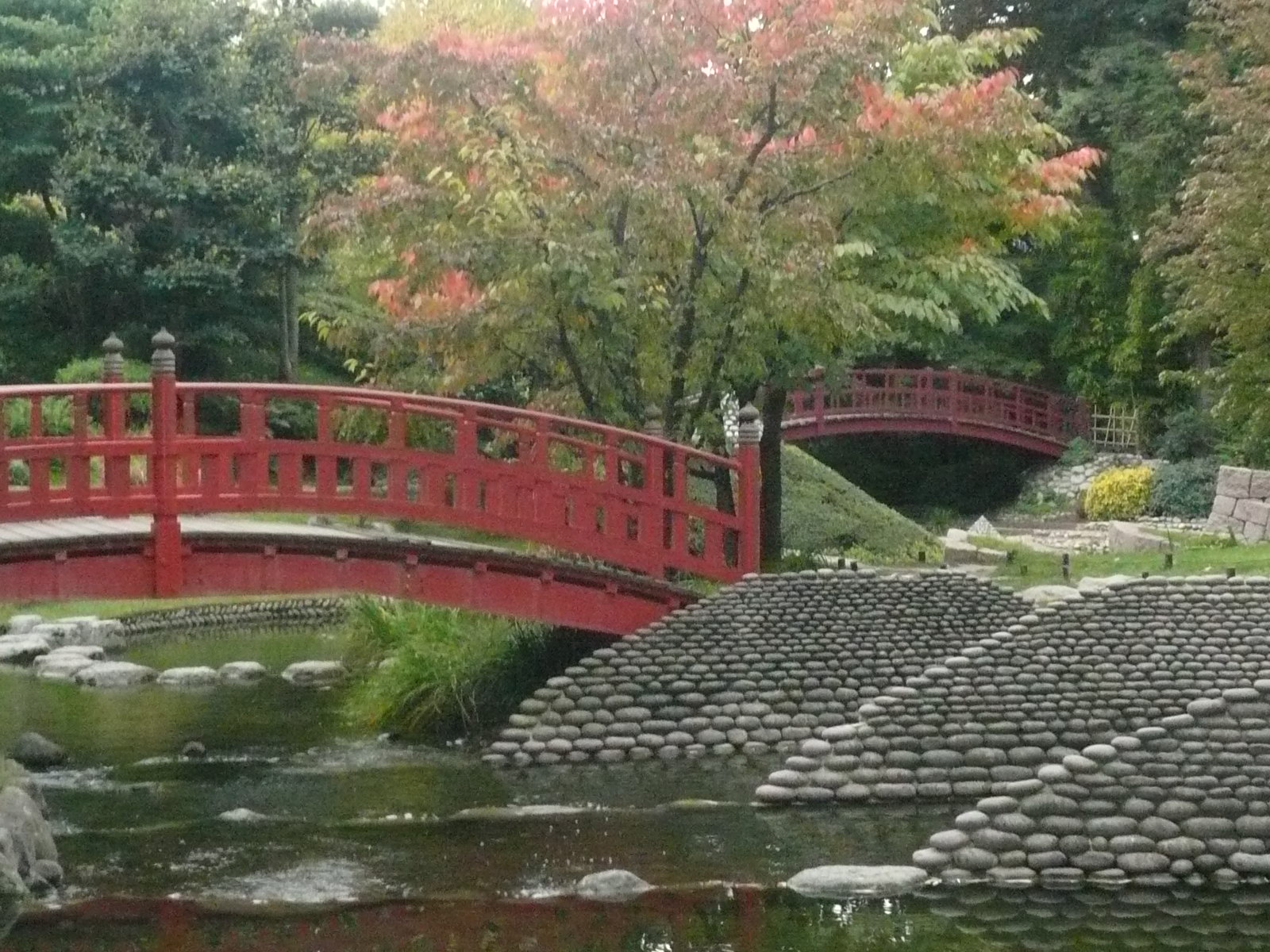
Doble puente japonés.
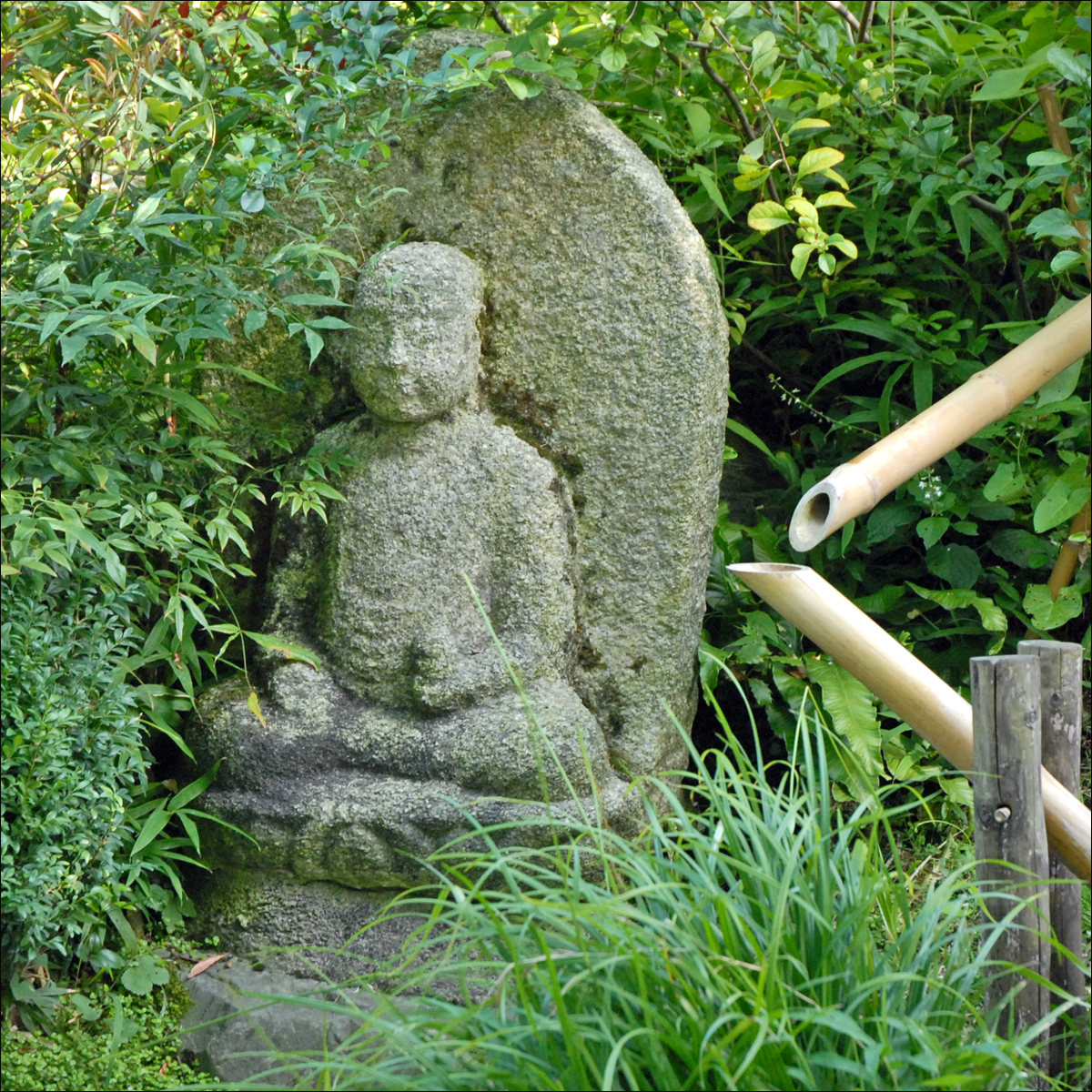
Buda de piedra
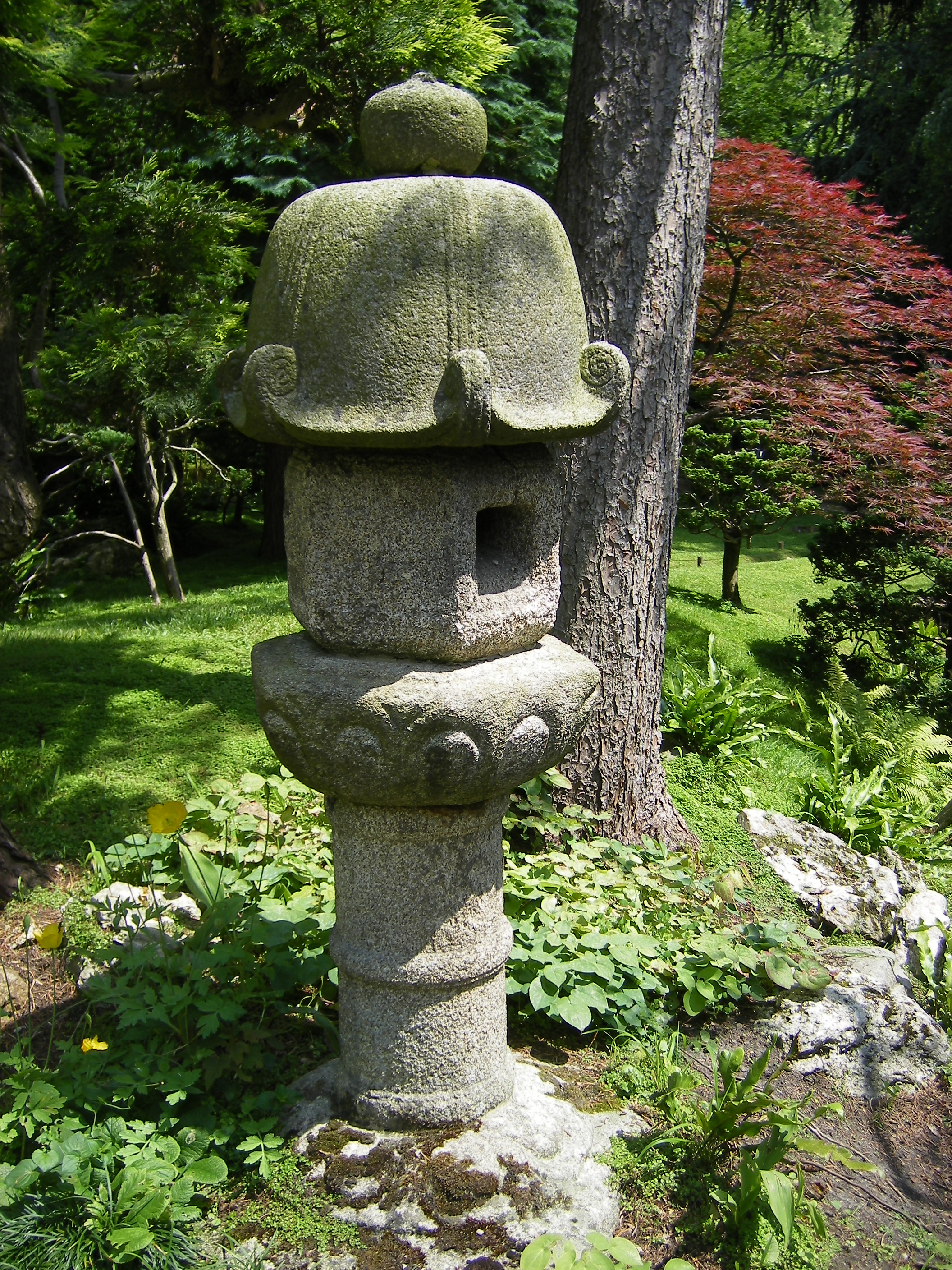
Linterna de piedra (Tōrō).
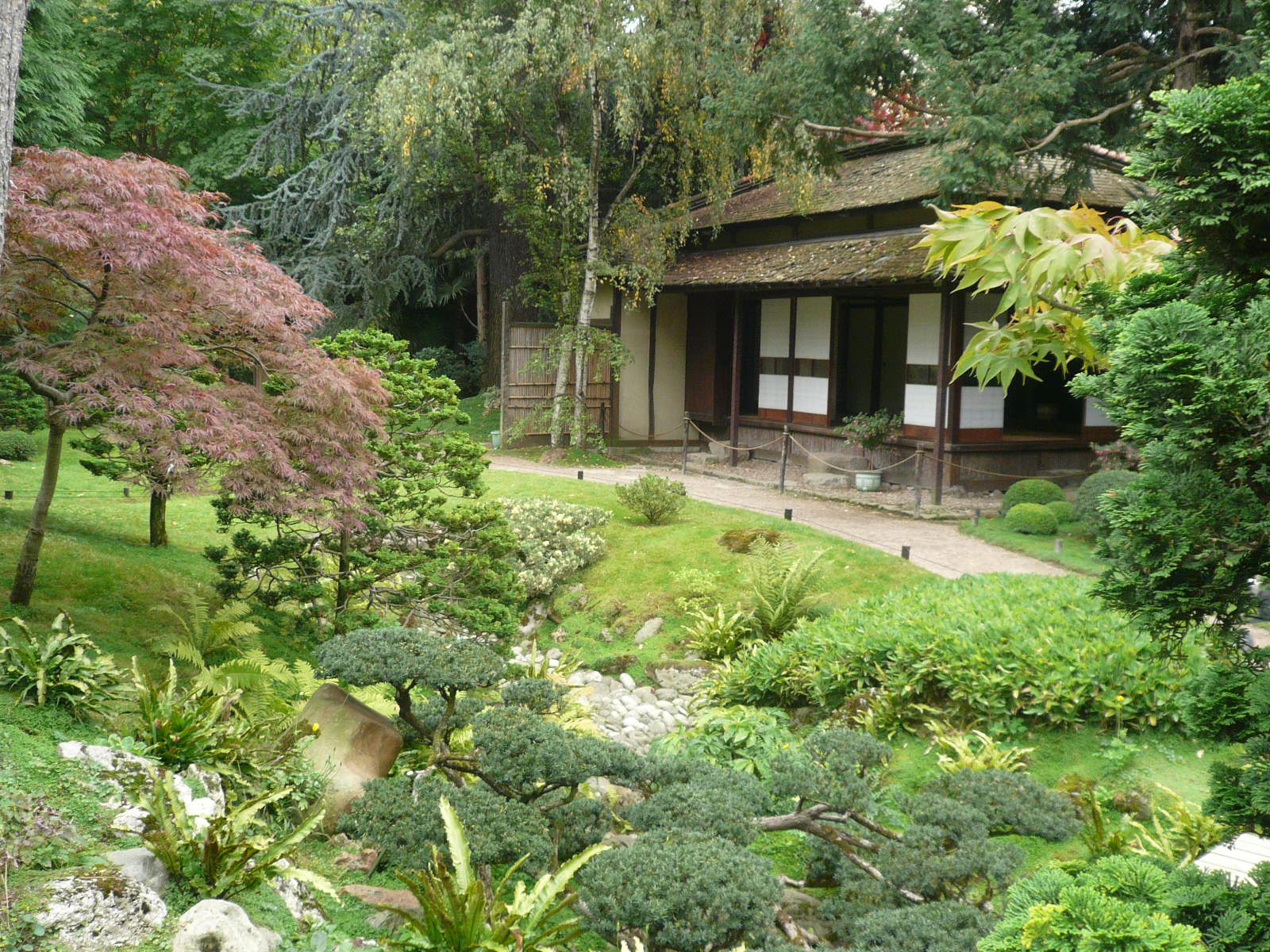
Casa del pueblo japonés.
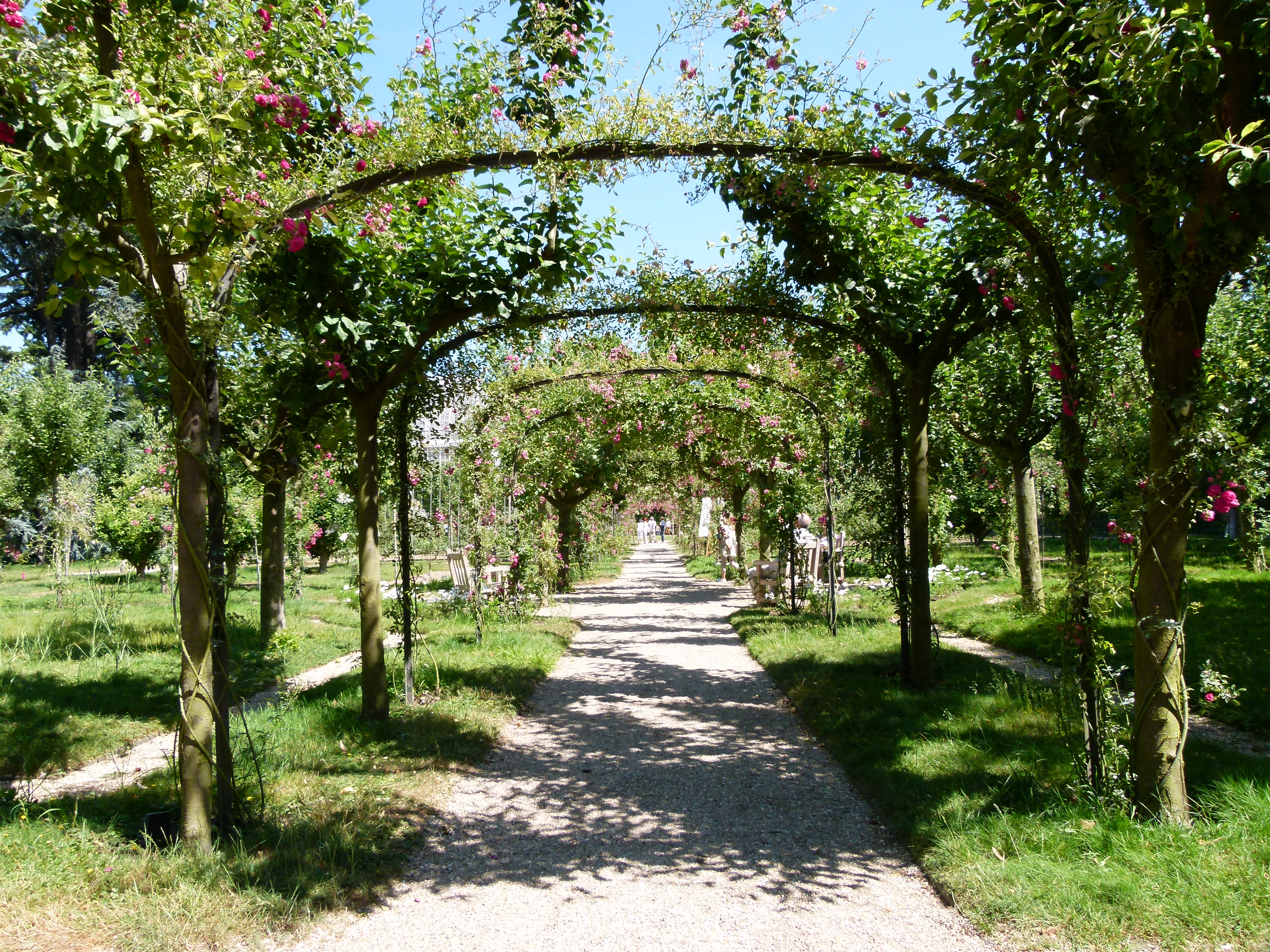
Pérgola de los rosales.
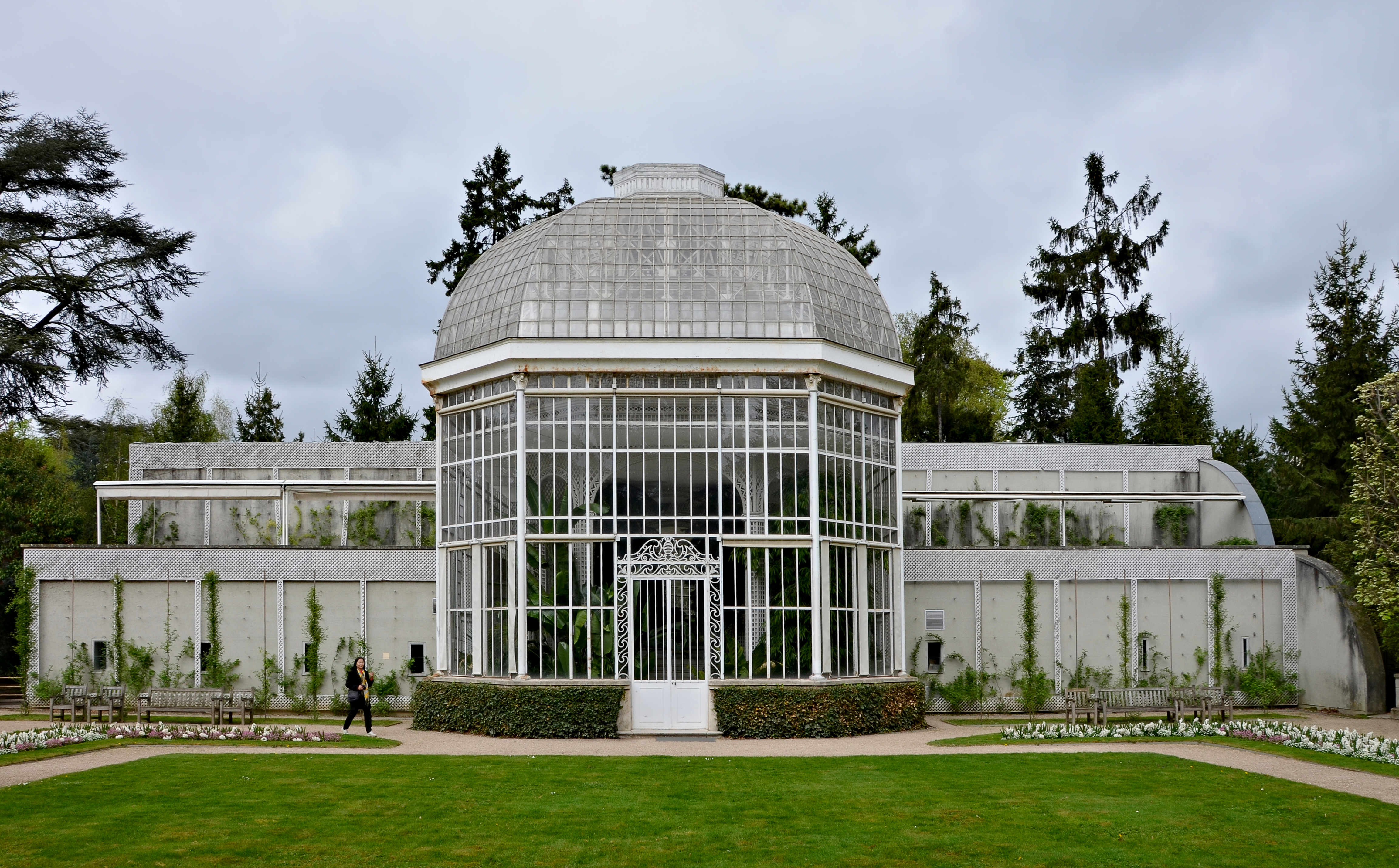
Le Palmarium.
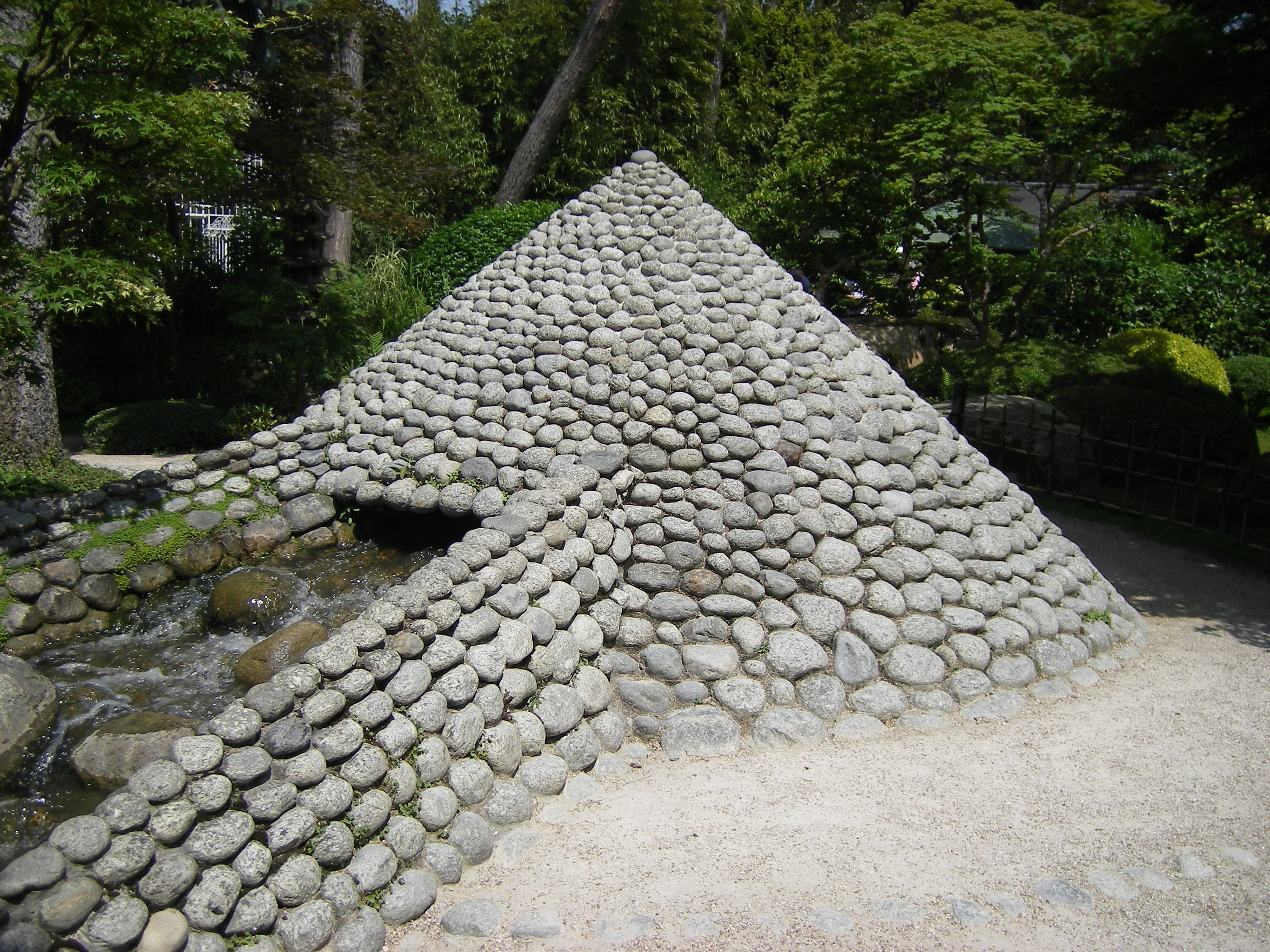
Adorno de rocas.

- Jardín inglés con un puente de rocalla.
- Bosque de los Vosgos de 3000 m² con rocas redondeadas que le recuerdan al banquero los paisajes de su infancia.
- « Bosque azul» donde el cedro del Atlas y la picea de Colorado crecen en armonía gris- azul y en el que alberga un sotobosque entre otras cosas con unas colecciones de azaleas y de Rododendros.
- Evocación de un pantano florecido de plantas de agua en una búsqueda de lo natural.
- Bosque dorado y su pradera de altas hierbas mezcladas de flores vivaces o anuales, cuyos abedules llorones se tornan de colores dorados en el otoño.

Los jardines se encuentran abiertos al público.
Algunos especímenes en los jardines del "Musée départemental Albert-Kahn".

Especímenes
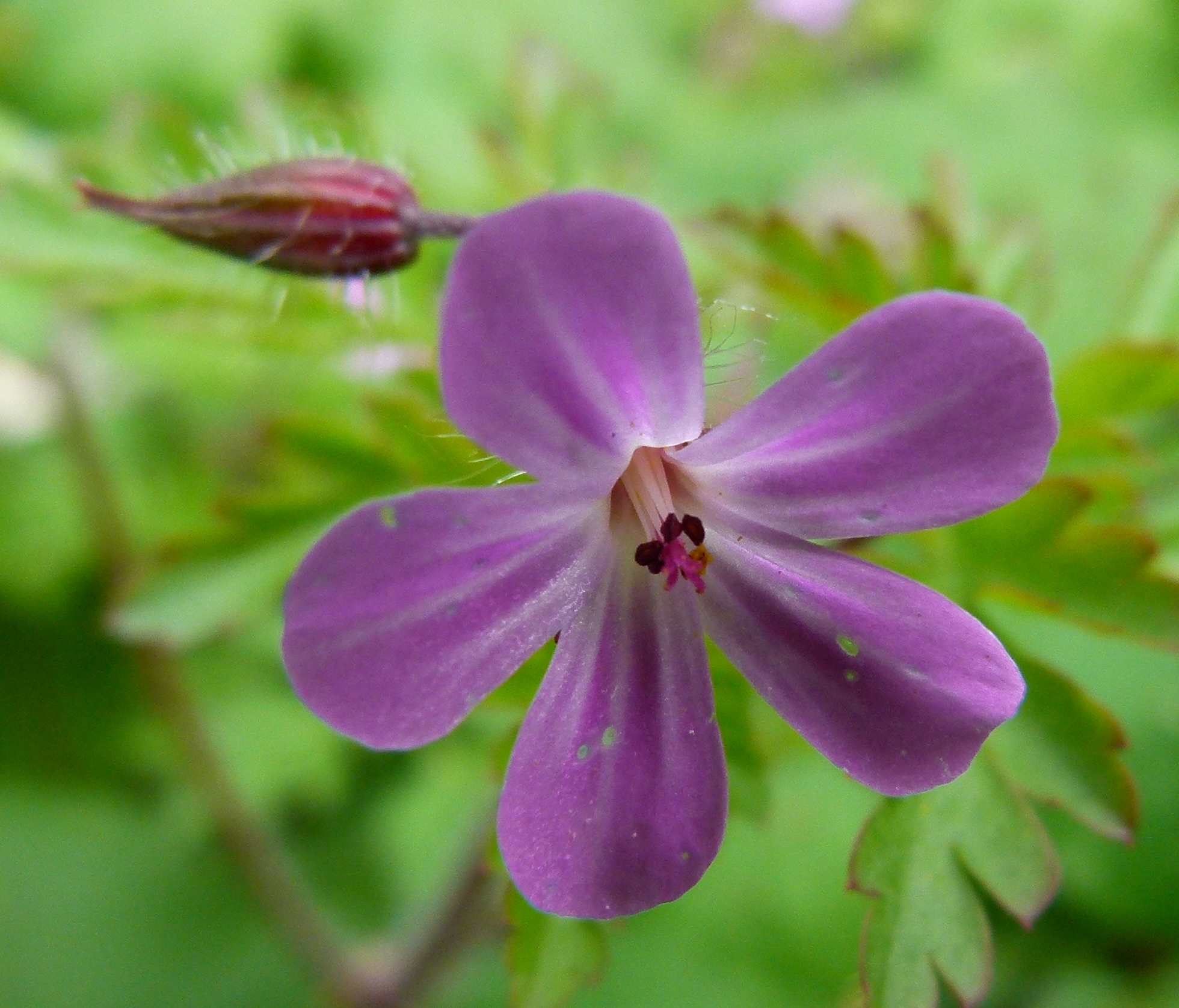
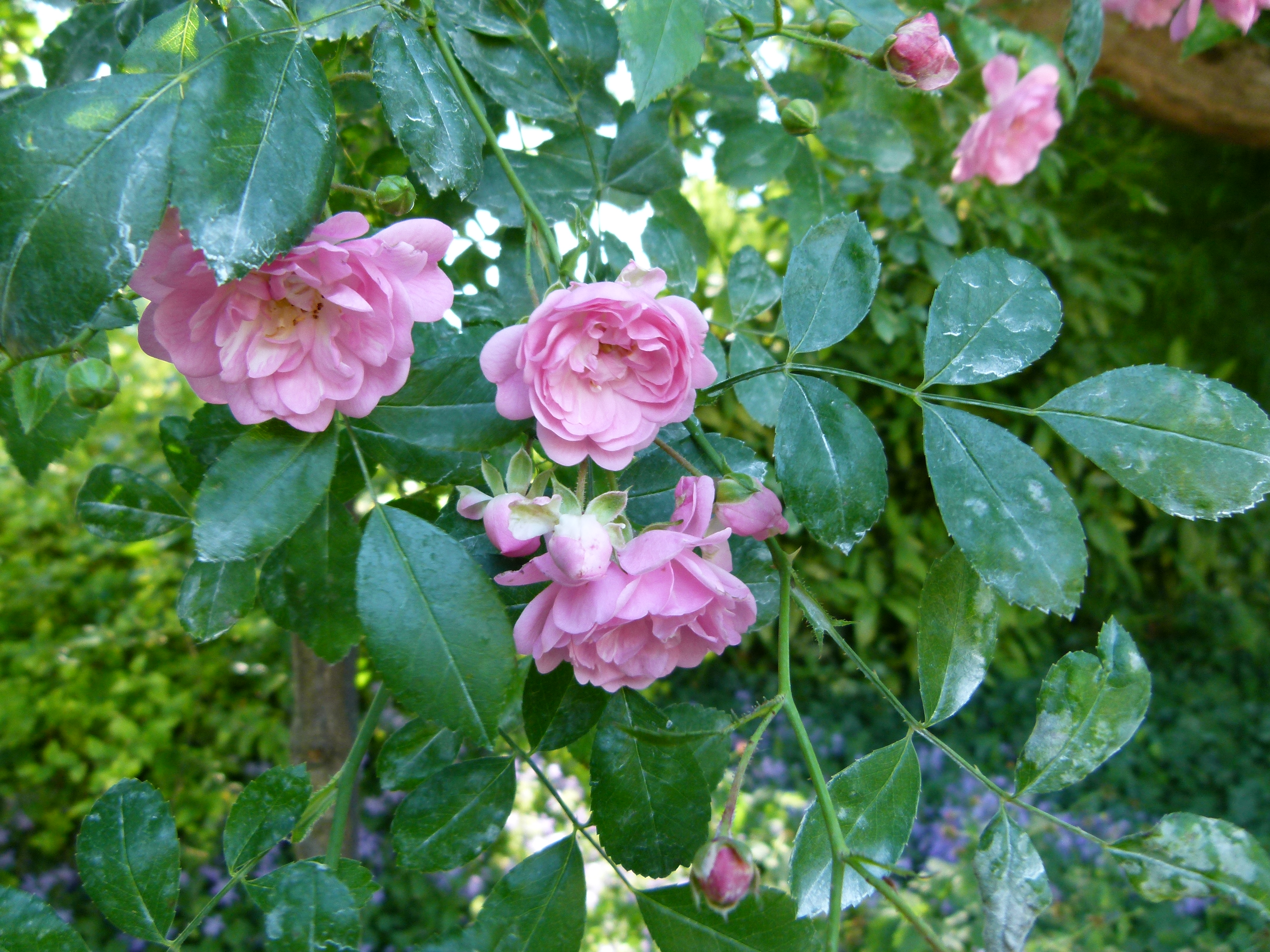
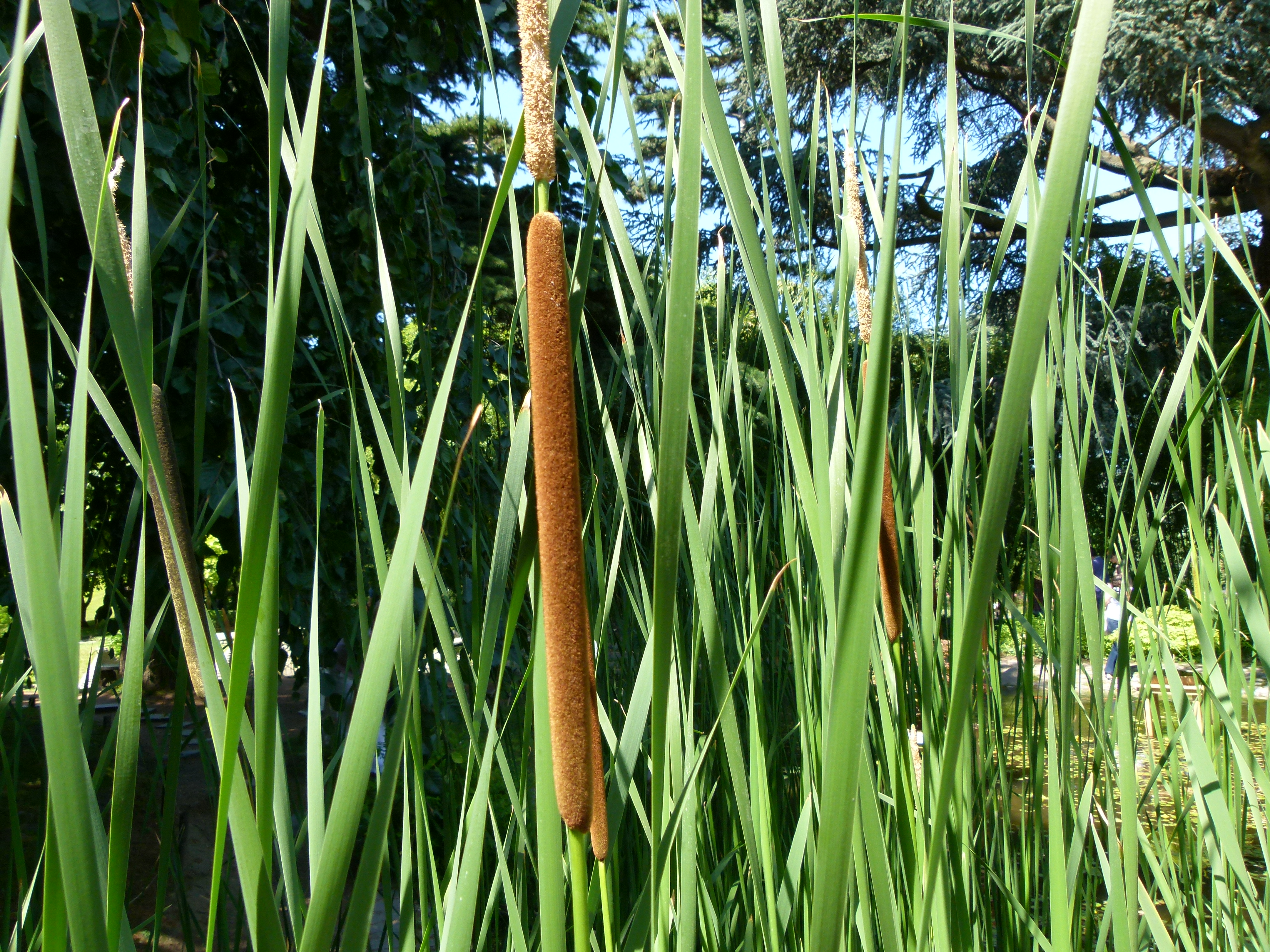
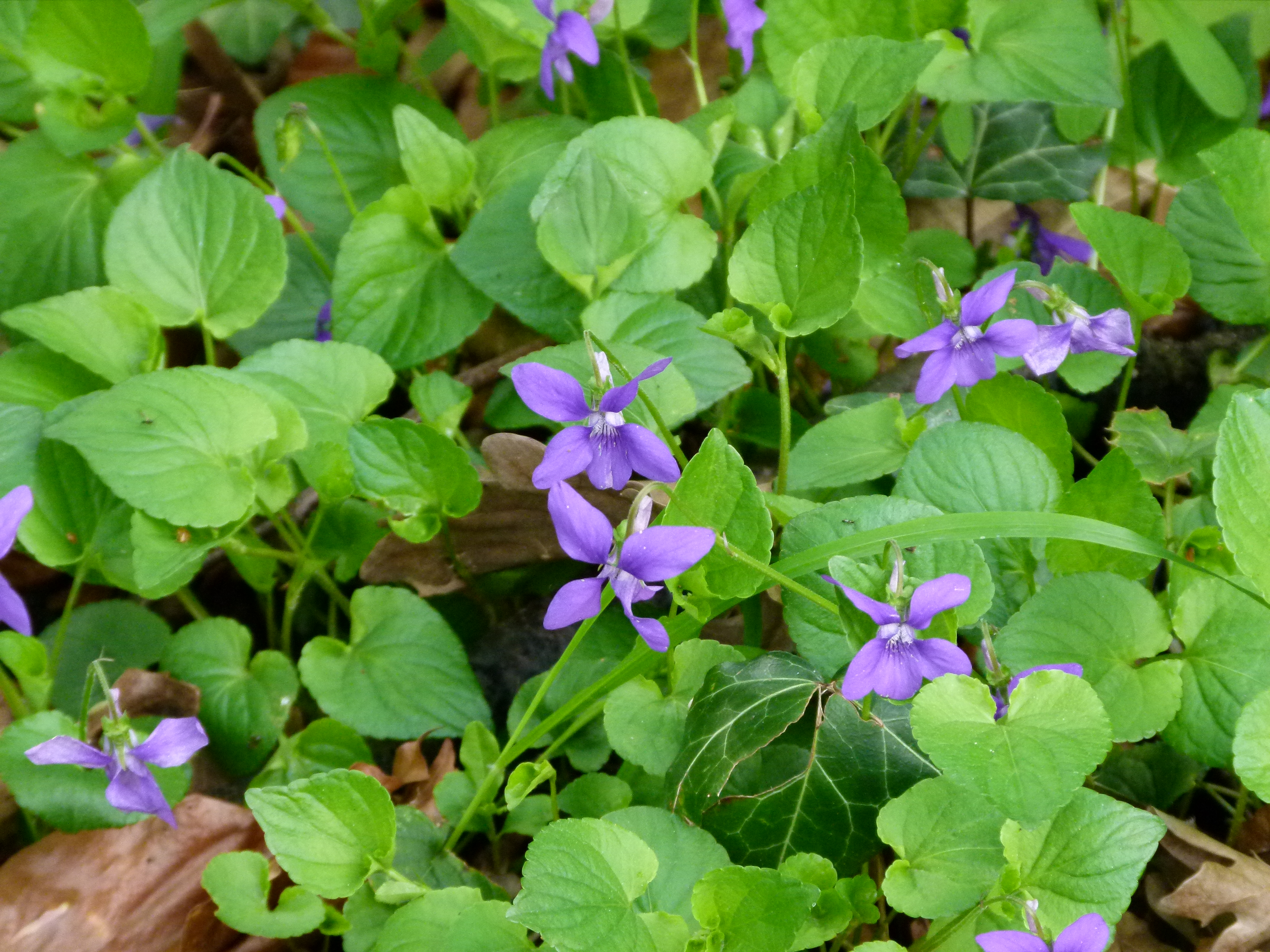
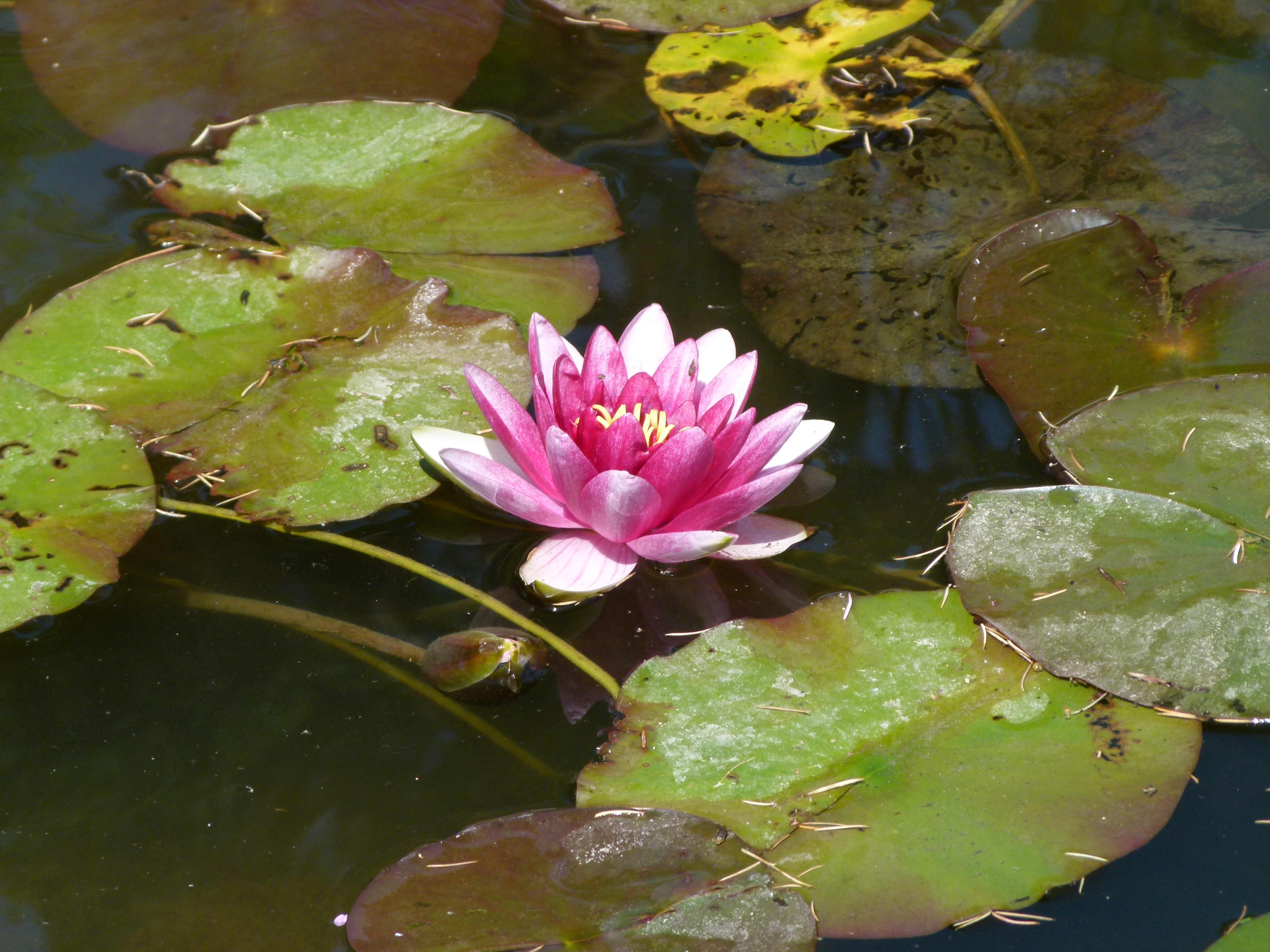
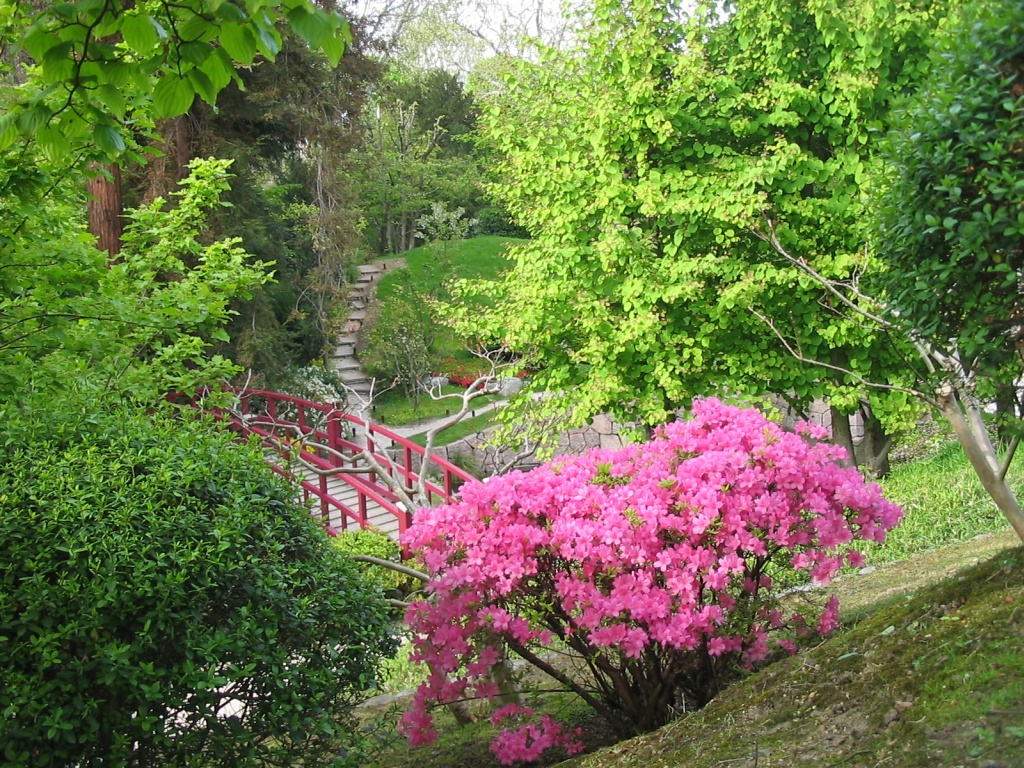
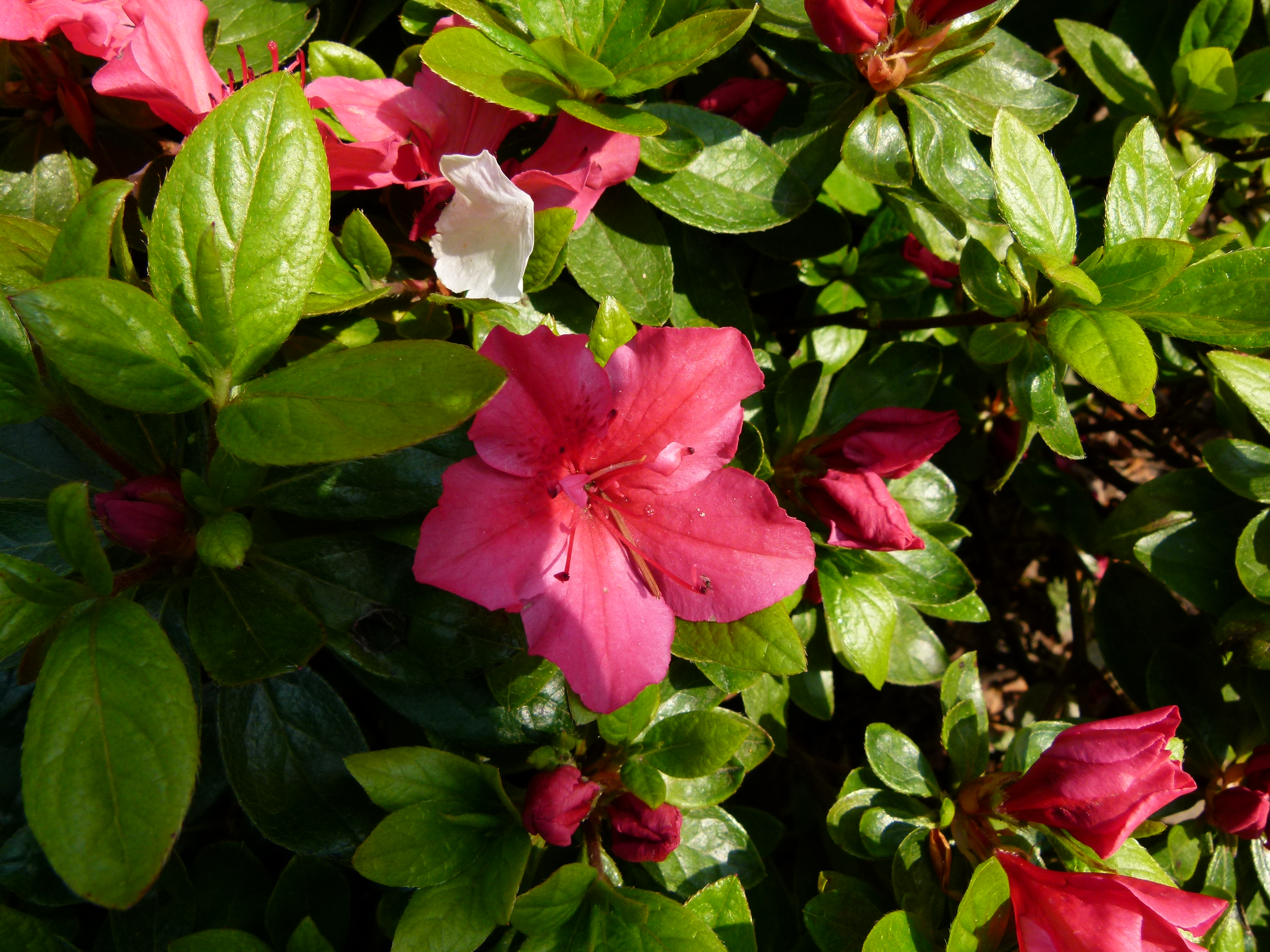
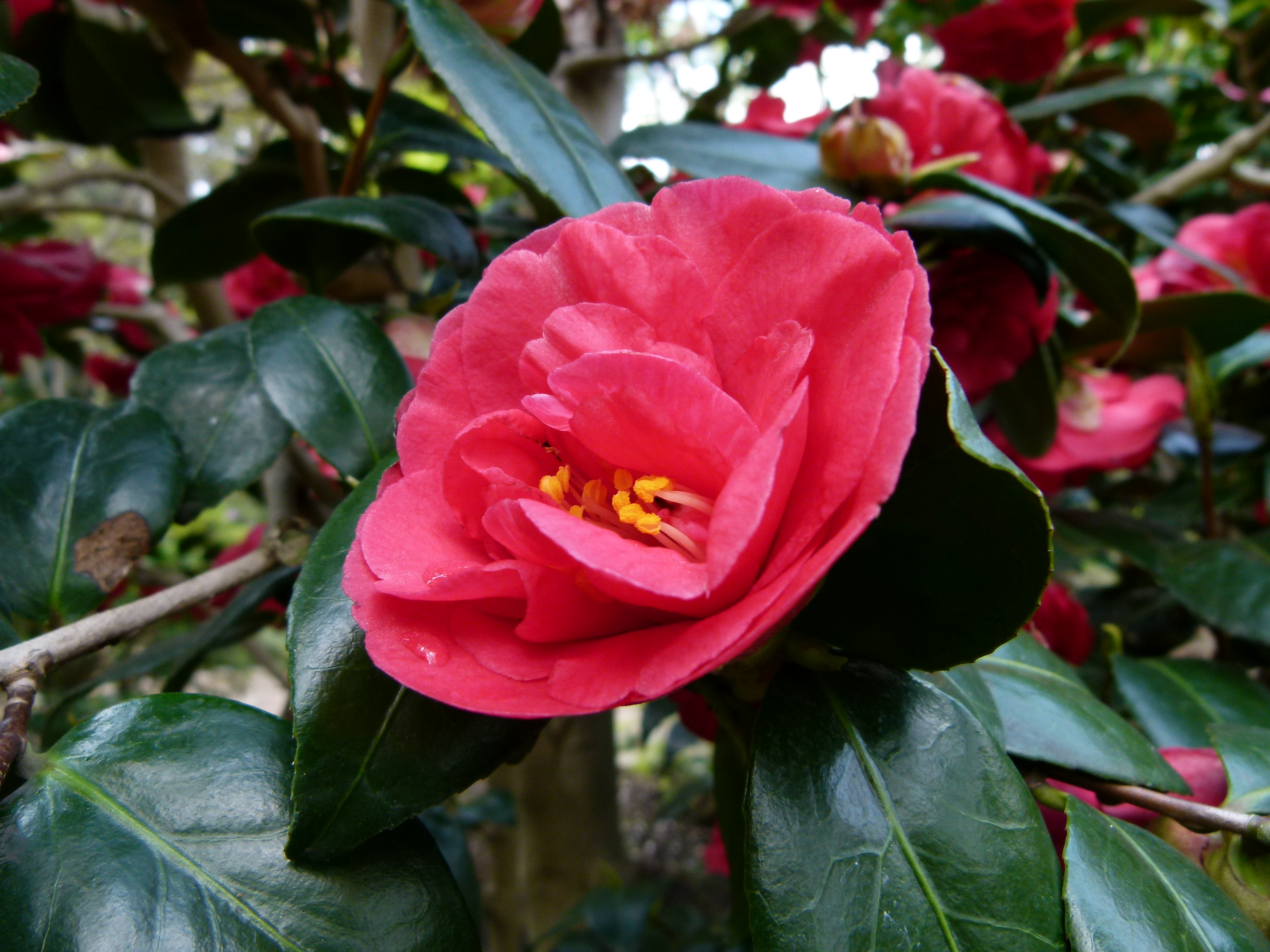

## El museo Albert-Kahn

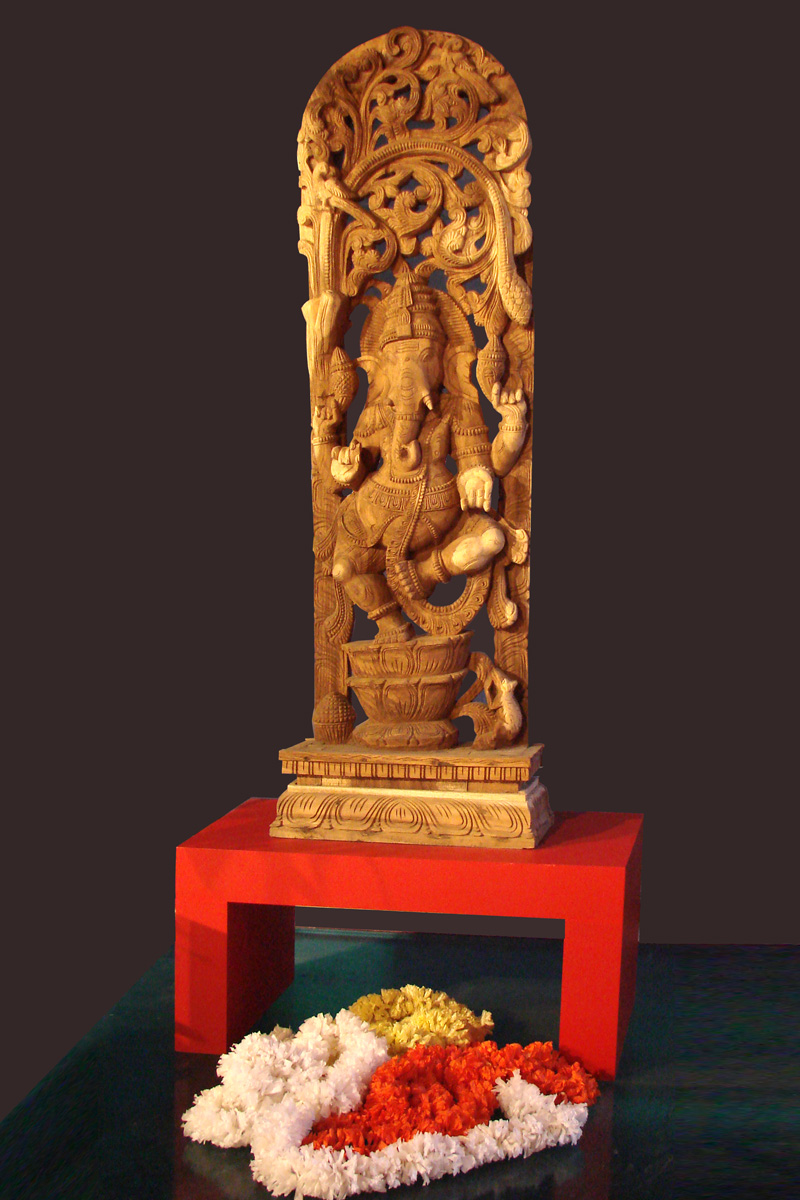
Escultura de Ganesha en el "musée départemental Albert-Kahn".

Después de la quiebra del banco Kahn en 1932 a raíz de crisis de 1929, la propiedad de Albert Kahn se desamortiza en 1933.
En 1936, es adquirida, así como los Archivos del Planeta, por la prefectura del Sena.
En 1937, los jardines de Albert Kahn están abiertos al público. El departamento de Hauts-de-Seine, a raíz de su creación en 1964, se convierte en propietario del lugar y las colecciones del que es garante de la conservación.
Es necesario sin embargo esperar a 1986 para que el establecimiento se convierta jurídicamente en un museo.
Después de la ley n°2002-5 4 de enero de 2002 "relativa a los museos de Francia", el museo se etiqueta "museo de Francia". En 1990, se construye una galería de exposiciones de 650 m².
Cada año, se organizan exposiciones temporales. Estas pueden abordar un país, una región o una ciudad en un tiempo dado:
- la de Macedonia otomana en 1913 tuvo lugar en el 2002,
- la de Suecia en 1910.(2003),
- la de Irlanda en 1913.(2005),
- el Magreb (2006);

pero tratar también de una cuestión más general como el centenario de la fotografía en color (2003) o de un tema más particular como el jardín del doctor en el Sur de China (2004).
Algunos de los archivos depositados en el Musée Albert-Khan "Musée Albert-Khan".

Detalles
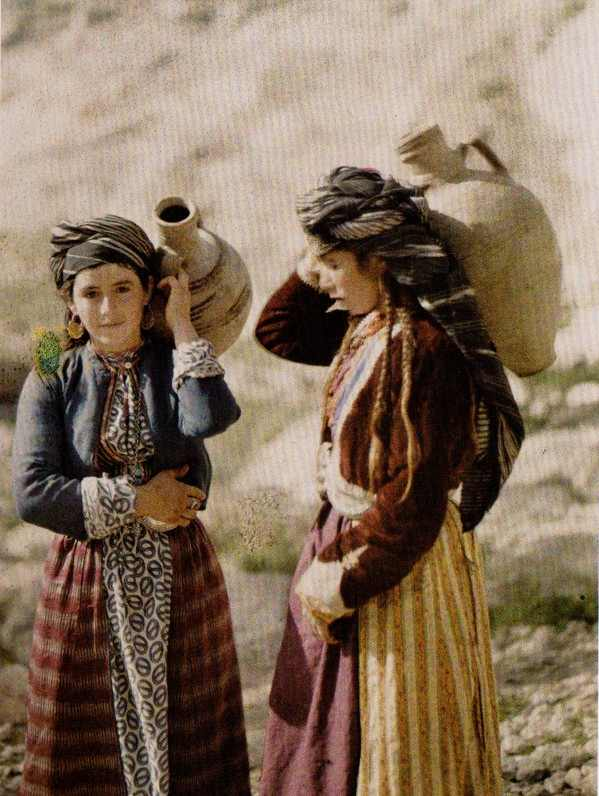
Muchachas del kurdistán acarreando agua (11 de mayo de 1917).
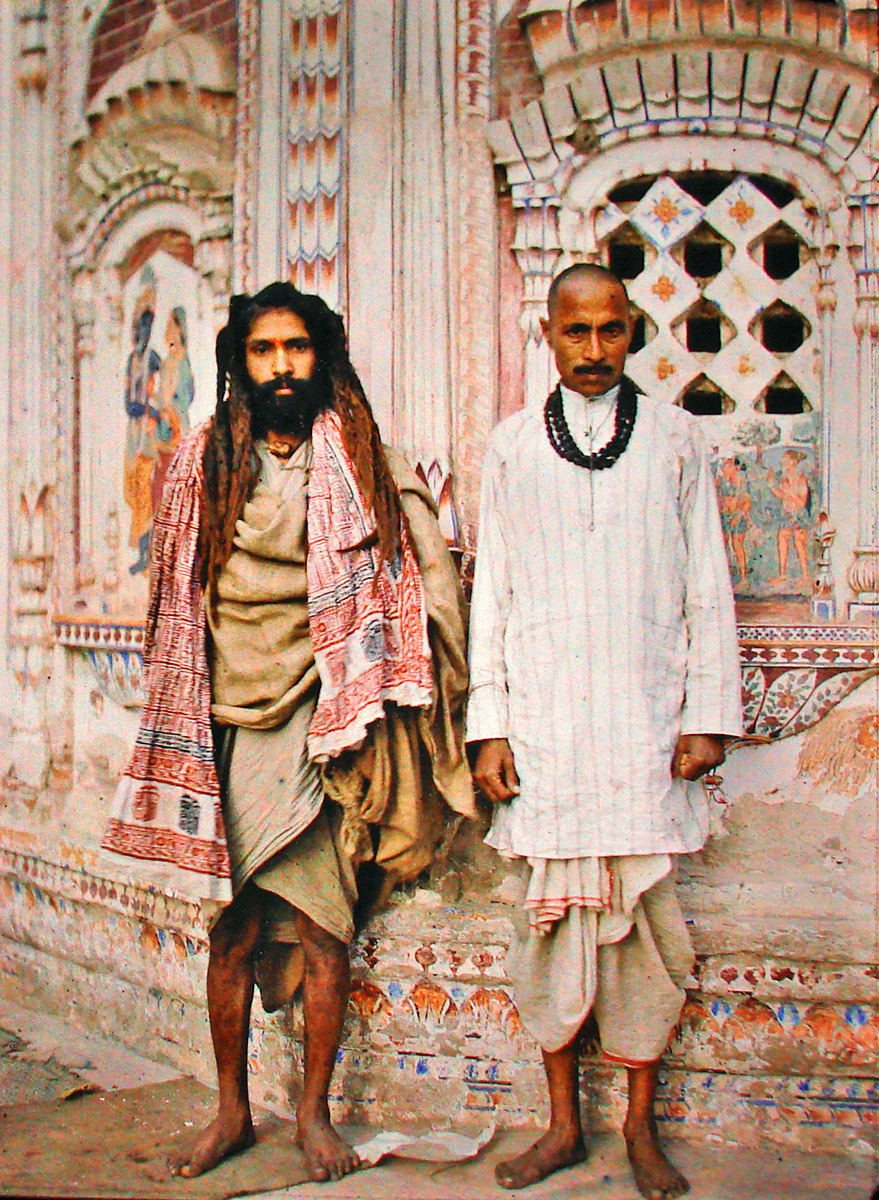
"Infiniment Indes" (Musée Albert-Khan).
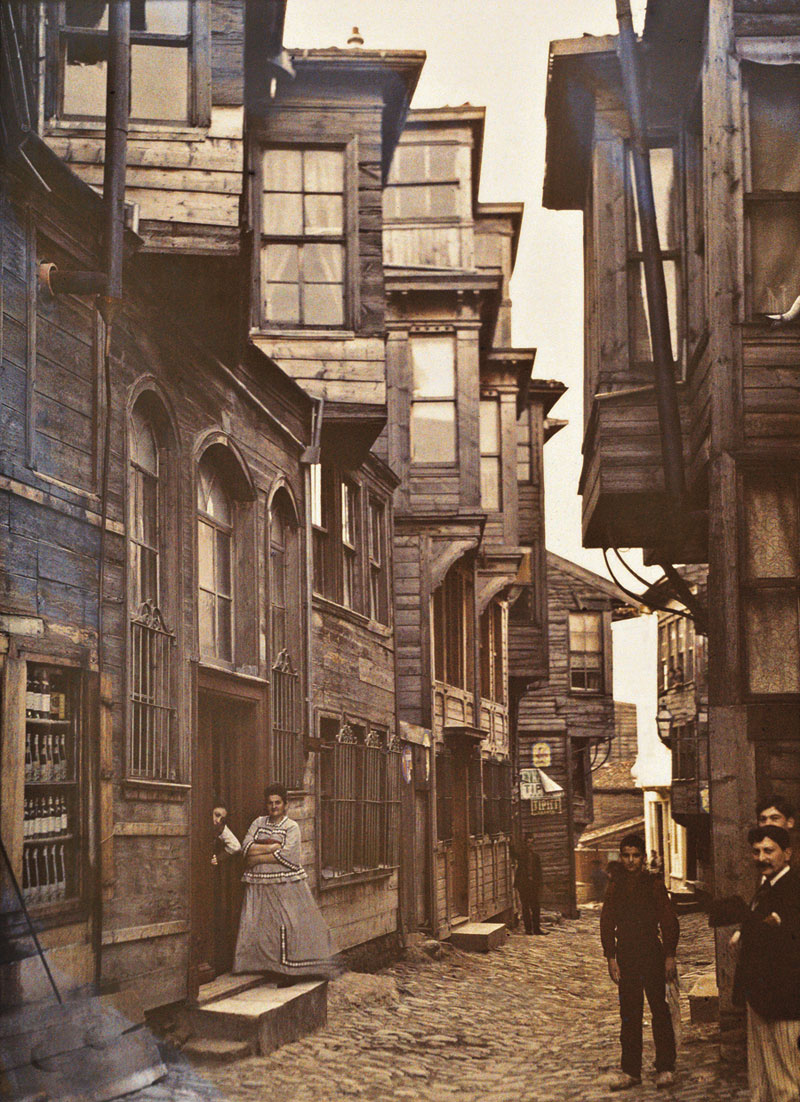
Calle de Estambul.
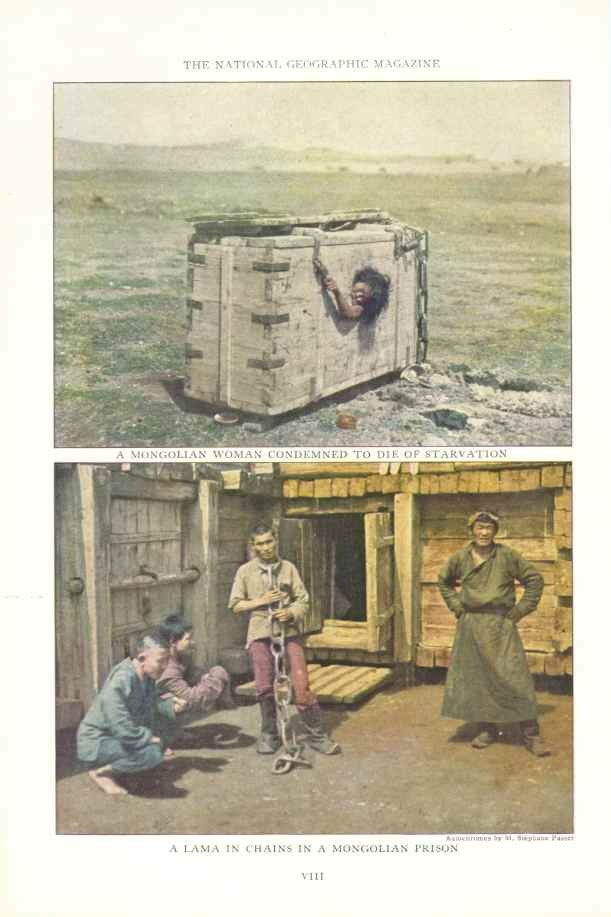
Mujer de Mongolia condenada a morir de hambre.